# Nobuhiro Takeda
Nobuhiro Takeda (武田 修宏 Takeda Nobuhiro?,  nacido el 10 de mayo de 1967 en Hamamatsu, Shizuoka) es un exfutbolista japonés. Jugaba de delantero y su último club fue el Tokyo Verdy 1969 de Japón.

## Otros
Existen 2 videojuegos con su nombre: Takeda Nobuhiro no Super Cup_Soccer (1993) y Takeda Nobuhiro no Super League Soccer (1994) ambos desarrollados por Jaleco para la Super Nintendo (Super Famicom). En occidente fueron lanzados como Super Goal! y Super Goal! 2.

## Trayectoria

### Clubes
| Club                   | País     | Año                     |
| ---------------------- | -------- | ----------------------- |
| Yomiuri Verdy Kawasaki | Japón    | 1986 - 1992 1992 - 1995 |
| Júbilo Iwata           | Japón    | 1996                    |
| Verdy Kawasaki         | Japón    | 1997                    |
| Kyoto Purple Sanga     | Japón    | 1997                    |
| JEF United Ichihara    | Japón    | 1998 - 1999             |
| Tokyo Verdy            | Japón    | 2000                    |
| Sportivo Luqueño       | Paraguay | 2000                    |
| Tokyo Verdy 1969       | Japón    | 2001                    |

### Selección nacional
| Selección | País  | Año         |
| --------- | ----- | ----------- |
| Absoluta  | Japón | 1987 - 1994 |

## Estadísticas

### Participaciones en Copa Asiática
| Copa               | Sede  | Resultado | Partidos | Goles |
| ------------------ | ----- | --------- | -------- | ----- |
| Copa Asiática 1992 | Japón | Campeón   | 0        | 0     |

## Palmarés

### Títulos nacionales
| Título                   | Club           | País  | Año  |
| ------------------------ | -------------- | ----- | ---- |
| Copa del Emperador       | Yomiuri        | Japón | 1986 |
| Japan Soccer League      | Yomiuri        | Japón | 1987 |
| Copa del Emperador       | Yomiuri        | Japón | 1987 |
| Japan Soccer League      | Yomiuri        | Japón | 1991 |
| Copa Japan Soccer League | Yomiuri        | Japón | 1991 |
| Japan Soccer League      | Yomiuri        | Japón | 1992 |
| Copa J. League           | Verdy Kawasaki | Japón | 1992 |
| Copa J. League           | Verdy Kawasaki | Japón | 1993 |
| J1 League                | Verdy Kawasaki | Japón | 1993 |
| Supercopa de Japón       | Verdy Kawasaki | Japón | 1994 |
| Copa J. League           | Verdy Kawasaki | Japón | 1994 |
| J1 League                | Verdy Kawasaki | Japón | 1994 |
| Supercopa de Japón       | Verdy Kawasaki | Japón | 1995 |

### Títulos internacionales
| Título                 | Club (*)           | Sede      | Año  |
| ---------------------- | ------------------ | --------- | ---- |
| Copa de Clubes de Asia | Yomiuri            | Asia      | 1987 |
| Copa Asiática          | Selección de Japón | Hiroshima | 1992 |

(*) Incluyendo la Selección

### Distinciones individuales
| Distinción                  | Año  |
| --------------------------- | ---- |
| Futbolista Japonés del Año  | 1986 |
| Japan Soccer League Best XI | 1987 |
| Japan Soccer League Best XI | 1990 |
| Japan Soccer League Best XI | 1991 |
| J. League Best XI           | 1994 |